# Mohammad Mohammadian
Mohammad Mohammadian (en persan : محمد محمدیان), est un réalisateur, scénariste, photographe et producteur de cinéma iranien né le 22 juin 1987 à Ispahan en Iran. Il s'est intéressé au cinéma dès son adolescence et a commencé sa formation cinématographique avec le grand maître iranien du cinéma Abbas Kiarostami dont le style a été pour lui d'une grande influence,,,,,,.

## Filmographie

### Réalisateur, scénariste et producteur
- 2016 : La Rivière sans fin[8]
- 2016 : Only Five Minutes[9]
- 2017 : Behind the Scenes[10]
- 2018 : Prends Garde À Ta Langue[11]
- 2019 : J'ai deux amours[12]
- 2020 : Vie[13]
- 2020 : Marilyn Monroe: Photobiographie[14]
- 2020 : Agnès Varda[15]
- 2020 : Beautiful Like a Poem[16]
- 2021 : Abbas Kiarostami[17]
- 2021 : Flying[18]
- 2021 : Je suis Monica Bellucci[19]
- 2021 : Moments Within Moments[20]
- 2022 : Dubaï est un Diamant[21]

## Distinctions
| Année | Film                    | Festival du film                                    | Pays        | Catégorie                                            | Résultat   |
| ----- | ----------------------- | --------------------------------------------------- | ----------- | ---------------------------------------------------- | ---------- |
| 2016  | La Rivière sans fin     | Idyllwild International Festival of Cinema          | États-Unis  | Best Narrative Film                                  | Nomination |
| 2016  | Only Five Minutes       | Solidando Film Festival                             | Italie      | Best Experimental Film                               | Nomination |
| 2017  | Only Five Minutes       | Brooklyn Film Festival                              | États-Unis  | Best Experimental Film                               | Nomination |
| 2017  | La Rivière sans fin     | Wine Country Film Festival                          | États-Unis  | Courage in Cinema                                    | Lauréat    |
| 2017  | La Rivière sans fin     | Hobnobben Film Festival                             | États-Unis  | Best Fiction Film                                    | Nomination |
| 2017  | La Rivière sans fin     | Arlington International Film Festival               | États-Unis  | Best Fiction Film                                    | Nomination |
| 2017  | La Rivière sans fin     | Phenicien International Film Festival               | France      | Best Fiction Film                                    | Nomination |
| 2017  | Only Five Minutes       | Cape Cod Festival of Arab & Middle Eastern Cinema   | États-Unis  | Best Narrative Film                                  | Nomination |
| 2017  | La Rivière sans fin     | Colortape International Film Festival               | Australie   | Best Narrative Film                                  | Nomination |
| 2017  | La Rivière sans fin     | 3 Minute Film Festival                              | États-Unis  | Best Fiction Film                                    | Lauréat    |
| 2017  | La Rivière sans fin     | First Friday Film Festival Kansas City,             | États-Unis  | Best Narrative Film                                  | Nomination |
| 2017  | La Rivière sans fin     | The Nassau Film Festival                            | États-Unis  | Best Fiction Film                                    | Nomination |
| 2017  | La Rivière sans fin     | Wolves Independent International Film Festiva       | Lithuania   | Best Narrative Film                                  | Nomination |
| 2017  | La Rivière sans fin     | Green Mountain Film Festival,                       | États-Unis  | Best Fiction Film                                    | Lauréat    |
| 2017  | La Rivière sans fin     | Hell Chess Festival                                 | Espagne     | Best Narrative Film                                  | Nomination |
| 2017  | La Rivière sans fin     | Rainier Independent Film Festival                   | États-Unis  | Best Fiction Film                                    | Nomination |
| 2017  | Only Five Minutes       | Manchester International Short Film Festival        | Royaume-Uni | Best Experimental Film                               | Nomination |
| 2017  | La Rivière sans fin     | Vero Beach Wine & Film Festival                     | États-Unis  | Best Fiction Film                                    | Nomination |
| 2017  | La Rivière sans fin     | Riverside International Film Festival,              | États-Unis  | Best Fiction Film                                    | Lauréat    |
| 2017  | Only Five Minutes       | Life Art Media Festival,                            | Grèce       | Best Experimental Film                               | Nomination |
| 2017  | Only Five Minutes       | Havana International Improv Fest                    | États-Unis  | Best Experimental Film                               | Nomination |
| 2017  | Only Five Minutes       | The Earth Day Film Festival,                        | États-Unis  | Best Experimental Film                               | Nomination |
| 2017  | Only Five Minutes       | Uhvati Film Festival,                               | Serbia      | Best Disability Film                                 | Nomination |
| 2017  | Only Five Minutes       | Prince of Prestige Academy Award                    | États-Unis  | Best Experimental Film                               | Nomination |
| 2017  | Only Five Minutes       | Wine Country Film Festival                          | États-Unis  | Courage in Cinema                                    | Lauréat    |
| 2018  | Only Five Minutes       | Festival International Entr'2 Marches a Cannes      | France      | Best Disability Film                                 | Nomination |
| 2019  | J'ai deux amours        | Seoul International Cartoon and Animation Festival, | South Korea | Best Video Animation                                 | Nomination |
| 2019  | J'ai deux amours        | Napoli Film Festival,                               | Italie      | Best Video Art                                       | Nomination |
| 2021  | Vie                     | Slamdance Film Festival,                            | États-Unis  | Department of Anarchy                                | Nomination |
| 2021  | Vie                     | Slamdance Film Festival,                            | États-Unis  | Honorable Mention, George Starks Spirit of Slamdance | Lauréat    |
| 2021  | Agnès Varda             | Indie Shorts Mag Film Festival                      | États-Unis  | Best Documentary Film                                | Nomination |
| 2021  | Agnès Varda             | Bollywood Indies                                    | Inde        | Best Documentary Film                                | Lauréat    |
| 2021  | Agnès Varda             | Indiex Film Fest                                    | États-Unis  | Best Documentary Film                                | Nomination |
| 2021  | Je suis Monica Bellucci | Independent Shorts Awards                           | États-Unis  | Best Experimental Film                               | Nomination |
| 2021  | Je suis Monica Bellucci | Flatness Film Awards                                | États-Unis  | Best Experimental Film                               | Nomination |
| 2021  | Agnès Varda             | Screen ATX                                          | États-Unis  | Best Score                                           | Nomination |
| 2021  | Agnès Varda             | Screen ATX                                          | États-Unis  | Best Documentary Film                                | Nomination |